# Garadiávolo

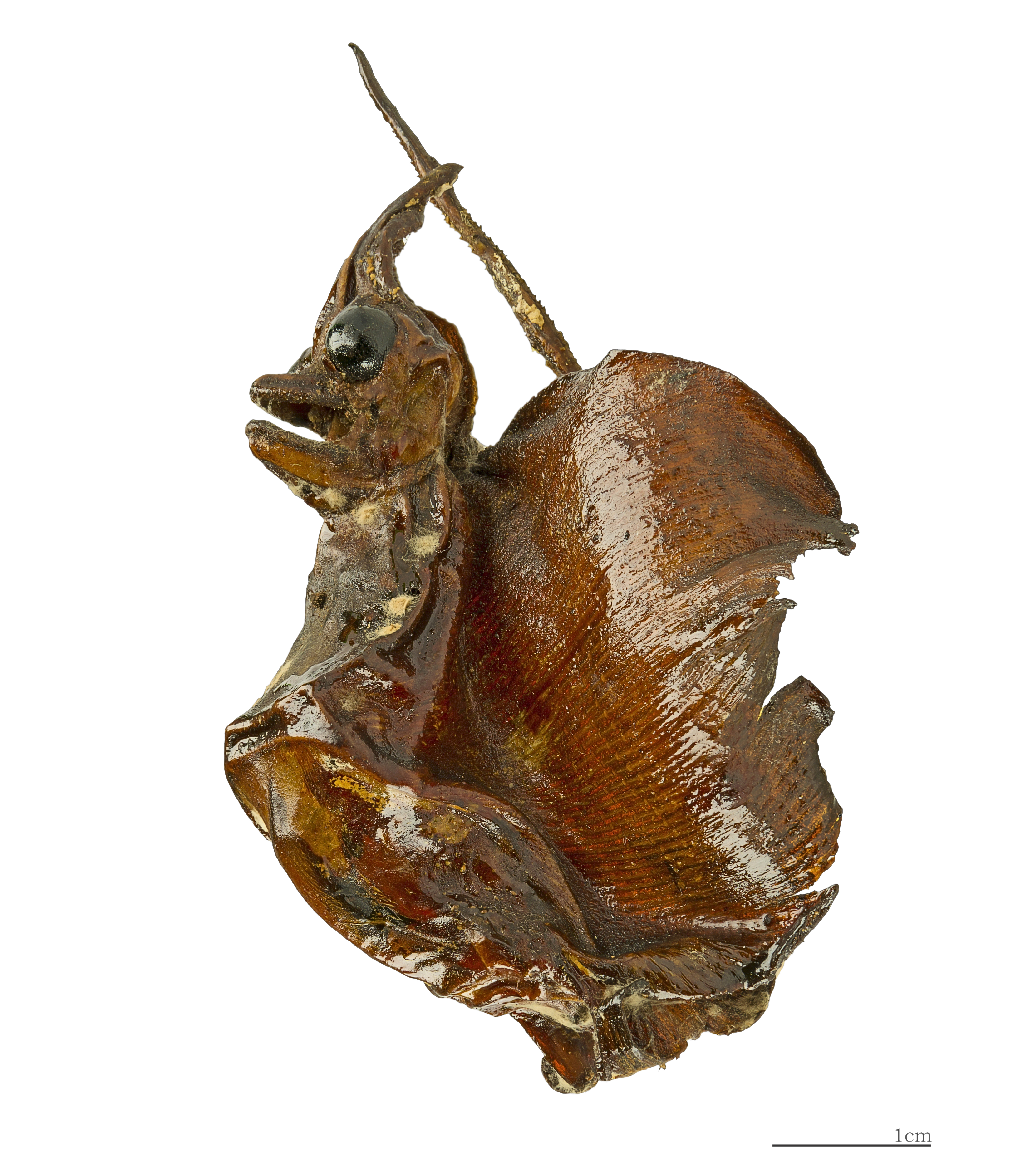
"Jenny Haniver" - Forma de dragão pequeno. MHNT

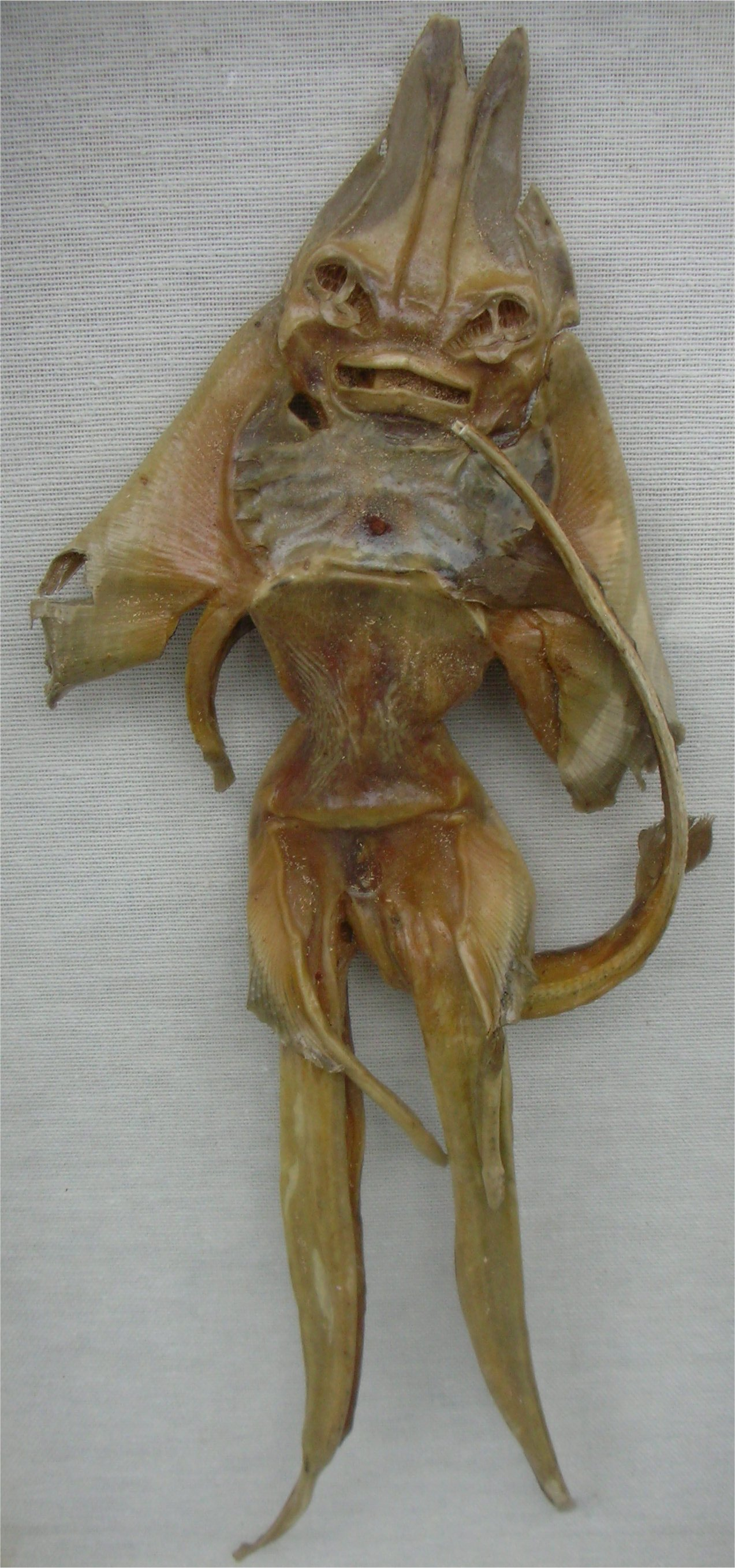
Suposta foto de um Garadiávolo.

O Garadiávolo ou Jenny Haniver é uma suposta criatura marinha, de aparência monstruosa, mencionada em relatos fantásticos desde o século XVI.

## Histórico
A imagem mais antiga conhecida de um Jenny Haniver apareceu na obra do naturalista Conrad Gessner Historia Animalium vol. IV, em 1558. Já na época, Gessner advertiu que se tratava de carcaças desfiguradas de peixes e não deveriam ser considerados dragões ou monstros em miniatura, como popularmente se acreditava.
A crença mais comum era que os Jenny Hanivers eram basiliscos, supostas criaturas que matavam com apenas um olhar, e por isso ninguém poderia descrever sua aparência com exatidão. O Jenny Haniver era bastante temido por populações litorâneas e ribeirinhas na Europa do século XVI.
Uma sugestão para a origem do nome seria o termo francês jeune d'Anvers ("jovem da Antuérpia"), que teria sido modificado por marinheiros britânicos para "Jenny Haniver".

## Ressurgimento no século XX
O garadiávolo voltou a ser notícia em 1974, quando o professor de educação física filipino Alfredo Garcia Garamendi relatou ter sido atacado por uma destas criaturas em Porto Rico. Garamendi chegou a publicar um livro, "Los garadiávolos", com o relato e fotos do tal monstro. O novo nome da criatura, garadiávolo, seria uma combinação de sobrenome do autor com "diávolo" (diabo, demônio em espanhol).
Pesquisadores de criptozoologia, como o mexicano Luis Ruiz Noguez sugeriram que as fotos do suposto garadiávolo na verdade mostravam uma carcaça de arraia manipulada, com as barbatanas arrancadas e a cauda seccionada em três partes, dando às laterais a forma de "pernas". Para completar a teoria da conspiração, o próprio espécime da foto desapareceu, segundo Garamendi por ter sido confiscado por agentes da CIA.
Mais recentemente, surgiram na internet relatos de que "peixes-diabos" como os garadiávolos seriam usados em cerimônias de vudu no estado de Veracruz no México. Na verdade, exemplares mumificados do tal "pez del diablo" são vendidos a turistas da região. Mas os pescadores que os comercializam não escondem que se trata de carcaças de arraias, cortadas a faca logo depois de pescadas, e mais tarde deixadas a secar no sol.